# Вендерево
Вендерево — село в Кромском районе Орловской области, входит в состав муниципального образования Короськовское сельское поселение.

## География
Расположено на правом берегу Оки в 23 км юго-восточнее районного центра Кромы.

## История
В 1857 году в селе построена деревянная церковь Воскресения. Название построенной церкви дало второе название селу — Воскресенское.
В июле 1943 года у села вёл бои 507-й стрелковый полк 148-й стрелковой дивизии 13-й армии.